# Бурос (община)
Община Бурос (на шведски: Borås kommun) е разположена в лен Вестра Йоталанд, югозападна Швеция с обща площ 973 km2 и население 105 995 души (към 31 декември 2013). Административен център на община Бурос е едноименния град Бурос.